# Cyphostemma lynesii
Cyphostemma lynesii är en vinväxtart som först beskrevs av Jeanine Dewit, och fick sitt nu gällande namn av Descoings och Wild & R. B.Drumm.. Cyphostemma lynesii ingår i släktet Cyphostemma och familjen vinväxter. Inga underarter finns listade i Catalogue of Life.